# TBX19
TBX19‏ (T-box 19) هوَ بروتين يُشَفر بواسطة جين TBX19 في الإنسان.